# Hospital Nossa Senhora de Pompéia

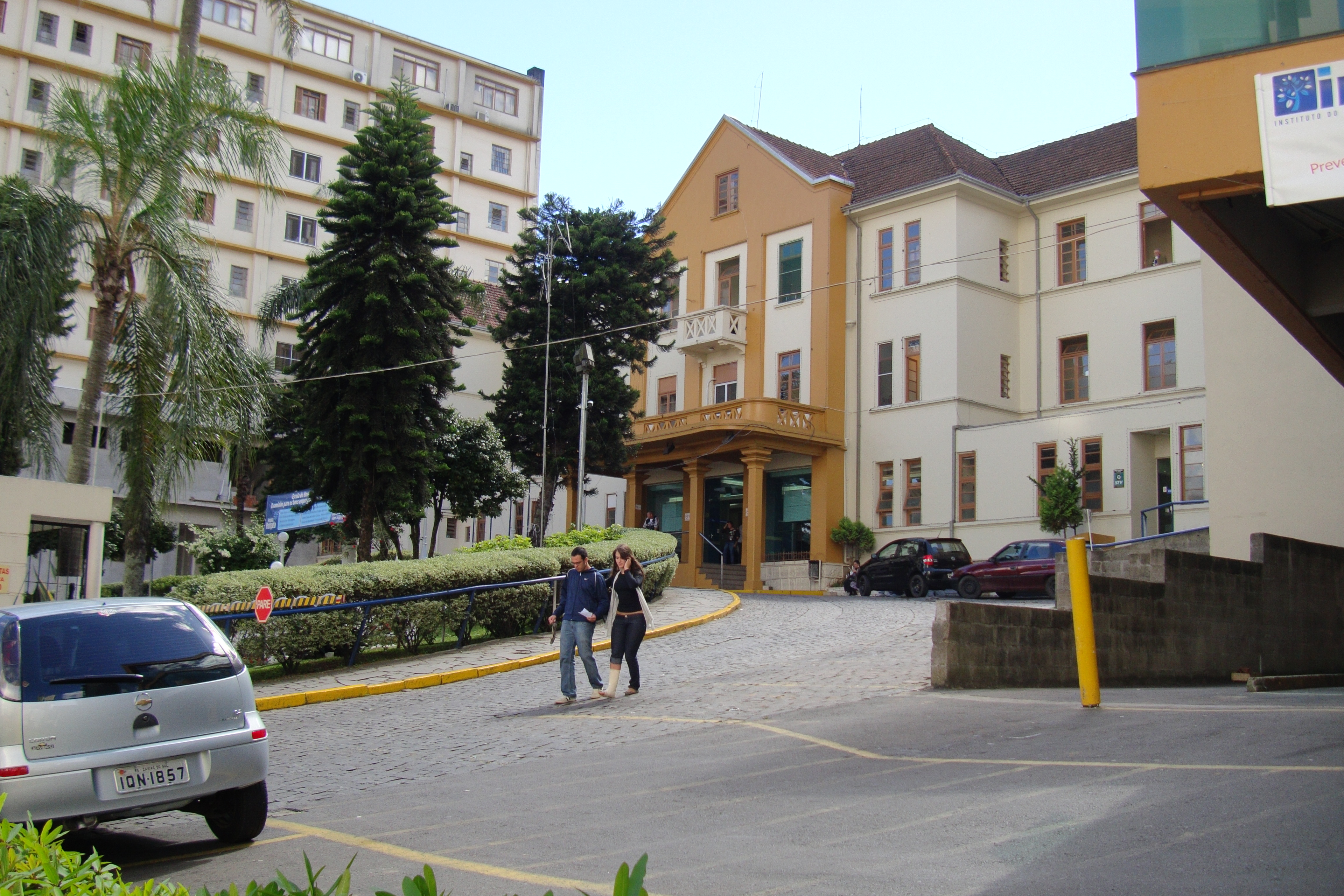
Hospital Pompéia.

O Hospital Nossa Senhora de Pompéia, conhecido simplesmente como Hospital Pompéia, é uma instituição hospitalar filantrópica sem fins lucrativos de Caxias do Sul, Brasil. Tem uma longa tradição, uma abrangência regional e é uma instituição de referência em várias especialidades.

## História
Situado na Avenida Júlio de Castilhos, foi um dos primeiros hospitais caxienses, nascido através da iniciativa de um grupo de senhoras que se havia formado com o objetivo de angariar fundos para a construção do altar-mor da Igreja Matriz. Cumprido este objetivo, mas desejando manter um trabalho comunitário, o grupo constituiu em 12 de agosto de 1913 a Associação Damas de Caridade, presidida por Ignez Parolini Thompson, que decidiu se voltar para a assistência de doentes pobres, sob a supervisão do pároco da Matriz João Meneguzzi. Inicialmente os doentes eram atendidos em suas casas, mas logo se tornou necessário organizar um hospital. Foi adquirido o Palacete Rosa e adaptado para a função. Pouco depois as Damas compraram o pequeno hospital dos médicos Cesar Merlo e Henrique Fracasso e mais duas casas, todas vizinhas ao palacete. A nova instituição foi inaugurada em 24 de junho de 1920 e posta sob a direção do médico Rômulo Carbone, muito reputado na cidade, tendo as irmãs josefinas encarregadas da parte administrativa e dos cuidados de enfermaria. Tinha capacidade para 60 leitos, sala de operação, farmácia e consultório. Pacientes pobres eram atendidos gratuitamente, e os abonados pagavam taxas módicas.

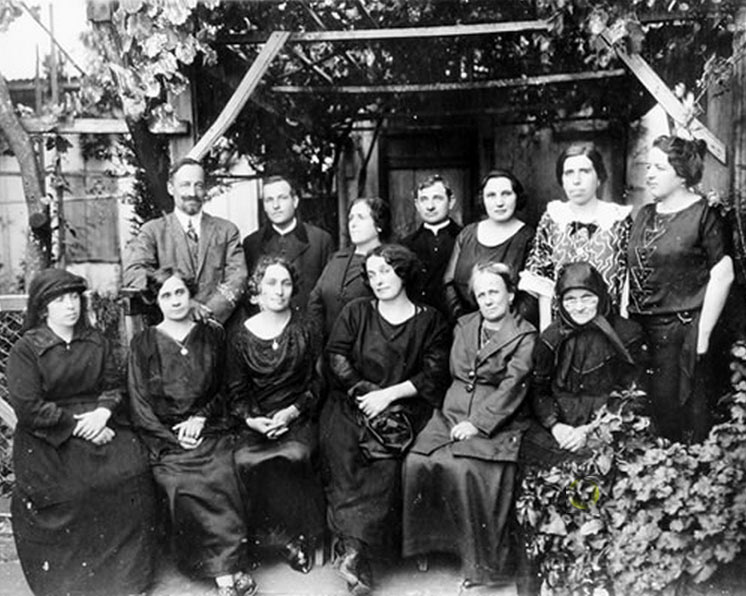
Uma das primeiras Diretorias das Damas de Caridade.

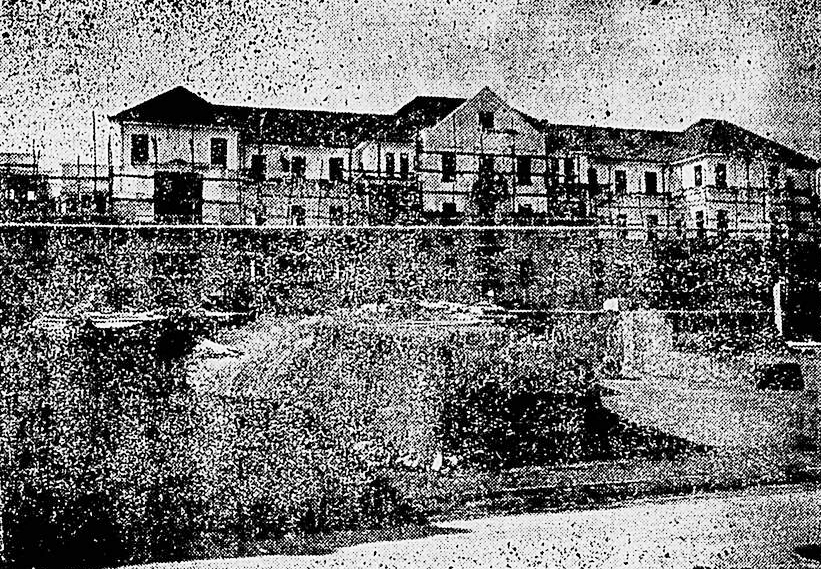
O prédio novo em obras, 1940

Em 1939 foram realizadas 3.269 internações de indigentes, 30.755 consultas gratuitas, 821 cirurgias complexas, 2.191 cirurgias simples, e 375 partos. Além disso, os hospital encaminhara medicamentos e auxílio a doentes em suas residências no valor de mais de 33 contos de réis, e dera roupas para indigentes no valor de mais de 12 contos de réis. Havia também assistência espiritual, o hospital era dotado de uma capela e um capelão, 138 adultos haviam sido encaminhados para a primeira comunhão, 38 casamentos foram realizados in extremis, e 81 batizados. Os serviços totais prestados a indigentes haviam alcançado um valor de mais de 119 contos.
O Palacete Rosa funcionou como o bloco principal até esta altura, quando suas instalações já eram pequenas para o crescente número de atendimentos. Ainda em 1939 foi decidida a construção de uma sede nova e muito mais ampla, dotada de equipamentos modernos, com projeto do renomado arquiteto Joseph Lutzemberger de Porto Alegre. O prédio novo foi inaugurado com grande solenidade em 25 de dezembro de 1940, com a presença do interventor federal Osvaldo Cordeiro de Farias, o prefeito Dante Marcucci e as bênçãos do bispo de Caxias Dom José Barea. Em 1949 iniciaram as obras para uma ala nova. O Palacete Rosa foi usado como anexo até meados da década de 1960, quando foi demolido para dar lugar a um grande bloco moderno.
Em 1969 a administração foi transferida para leigos e se iniciou um processo de profissionalização, embora mantivesse um caráter filantrópico, e as Damas se concentraram no conforto material e espiritual dos doentes e na coleta de recursos, permanecendo como entidade mantenedora. Segundo o historiador Ernesto Brandalise, "só Deus sabe quanta caridade foi feita. Todas as diretorias foram incansáveis e dedicavam grande parte do dia ao hospital. [...] Graças a estas Damas temos, com o apoio da autoridade eclesiástica, este monumento que orgulha Caxias do Sul".
Ao longo dos anos o hospital passou por crises financeiras, situação agravada na década de 1980 com o descredenciamento do INAMPS da maioria dos hospitais da região, deixando o Pompéia como o único a atender a população carente. Com isso o hospital passou a enfrentar vários problemas, como a superlotação, precarização dos serviços e grande endividamento. Esse contexto começou a melhorar no fim da década com a entrada de uma nova administração, a Sociedade Beneficente São Camilo, em 1988. Em 1997 o hospital obteve certificação do Sistema Único de Saúde.
Em 2001 foi lançado o Projeto Amigos do Pompéia, que possibilitou a captação de muitos recursos e uma sensível melhora no atendimento e nos equipamentos. Nos anos seguintes foram inaugurados uma nova unidade de pronto atendimento, que recebeu Troféu Bronze no Prêmio Qualidade - RS; um banco de olhos; o Instituto do Câncer; o Instituto de Nefrologia; uma nova UTI, uma estação de tratamento de efluentes e um programa de residência médica, além de reformas e melhorias no laboratório, na ala do SUS, no pronto-socorro e no Instituto de Diagnósticos.

## Distinções e homenagens
Em 2003 os Correios do Brasil lançaram um selo comemorando os 90 anos do hospital. Em 2012 recebeu da Câmara dos Deputados o Prêmio Dr. Pinotti por seus serviços na área da saúde da mulher. Em 2013, comemorando seu centenário, o Hospital Pompéia foi o centro de festividades e homenagens, o prefeito agradeceu os serviços prestados ao longo de sua trajetória, recebeu o Prêmio Virvi Ramos da Câmara de Vereadores, e elogios na Assembleia Legislativa e na Câmara dos Deputados. A presidente das Damas de Caridade recebeu a Medalha da 53ª Legislatura da Assembleia Legislativa. O jornal Pioneiro publicou uma grande série de reportagens recuperando sua história e assinalando os grandes serviços prestados à população. Em 2019 sua Central de Materiais e Esterilização recebeu certificação Diamante da 3M. Em 2022 estava na 25ª posição no ranking dos melhores hospitais do Brasil da revista Newsweek.